# فدراسیون بسکتبال اسپانیا
فدراسیون بسکتبال اسپانیا (اسپانیایی: Federación Española de Baloncesto‎) نهاد اداره کننده ورزش بسکتبال در کشور اسپانیا است. این فدراسیون که در سال ۱۹۲۳ تاسیس شده مقر آن در شهر مادرید قرار دارد.